# Berliner Journal für Soziologie
Das Berliner Journal für Soziologie ist eine deutschsprachige soziologische Fachzeitschrift, die am Max-Weber-Kolleg und der staatswissenschaftlichen Fakultät der Universität Erfurt, am Institut für Sozialwissenschaften der Humboldt-Universität zu Berlin sowie an den Instituten für Soziologie der Friedrich-Schiller-Universität Jena und der TU Berlin herausgegeben wird.
Die Gründung der Zeitschrift im Jahr 1991 ging auf eine Initiative des 5. Soziologie-Kongresses der ostdeutschen Gesellschaft für Soziologie zurück, die sich im Jahr zuvor als erste selbstständige Fachgesellschaft von DDR-Soziologen konstituiert hatte. Seither versteht sich das Berliner Journal als eine allgemeine soziologische Fachzeitschrift, die Beiträge aus allen Forschungs- und Themenbereichen der Soziologie publiziert, wobei soziologische Problemstellungen vor dem Hintergrund zeitgenössischer theoretischer und gesellschaftlicher Entwicklungen diskutiert und weiterentwickelt werden.
Die Zeitschrift befolgt ein aufwändiges, mehrstufiges Peer-Review-Verfahren. Beiträge werden üblicherweise zunächst im Kreis der Redaktion geprüft, dann zweifach doppelblind begutachtet und schließlich im Herausgeberkreis der Zeitschrift besprochen. Neben Abhandlungen erscheinen Essays, Forschungsnotizen, Review-Essays und Debatten.
Die Zeitschrift erscheint viermal jährlich. Als Herausgeber zeichnen derzeit Frank Ettrich (Universität Erfurt, seit 1991), Kathrin Leuze (Friedrich-Schiller-Universität Jena, seit 2024), Martina Löw (TU Berlin, seit 2021), Hartmut Rosa (Friedrich-Schiller-Universität Jena/Universität Erfurt, seit 2019) und Philipp Staab (Humboldt-Universität zu Berlin, seit 2023) verantwortlich. Frank Ettrich und Hartmut Rosa fungieren als Editor-in-Chief. Ehemalige Herausgeber sind u. a. Hans-Peter Müller, Hans Bertram, Klaus Dörre, Klaus Eder, Karin Lohr, Artur Meier und Hildegard M. Nickel. Die Zeitschrift erscheint bei Springer VS. Die Redaktion ist seit 2024 am Max-Weber-Kolleg für kultur- und sozialwissenschaftliche Studien der Universität Erfurt angesiedelt. Verantwortlicher Redakteur ist seit 2017 Benjamin Seyd.
Das Berliner Journal für Soziologie gehört zu den wichtigsten soziologischen Fachzeitschriften im deutschsprachigen Raum. 2022 betrug der Impact Factor des Berliner Journals für Soziologie 1,1 (2021: 1,55; 2020: 0,567). Damit lag das Journal in der Statistik des Social Science Citation Index in der Kategorie „Soziologie“ hinter der Kölner Zeitschrift für Soziologie und Sozialpsychologie und vor der Zeitschrift für Soziologie und der Sozialen Welt.